# The Guns of Fort Petticoat
The Guns of Fort Petticoat (bra: O Renegado de Forte Petticoat) é um filme estadunidense de 1957 do gênero faroeste, dirigido por George Marshall e estrelado por Audie Murphy e Kathryn Grant.
Bom de bilheteria, Murphy decidiu associar-se a Harry Joe Brown para formar a Brown-Murphy, sua própria produtora. Este foi o único fruto da companhia.
As quarenta mulheres que participam do elenco foram treinadas no manuseio de armas pelo ator, o que, segundo ele, constituiu-se em sua missão mais difícil.

## Sinopse
Durante a Guerra Civil, o exército da União massacra uma tribo indígena em Sand Creek, Texas,  próximo à terra natal do Tenente Frank Hewitt. Frank sabe que os índios procurarão vingança, então abandona os companheiros e volta para casa, na tentativa de ajudar seus conterrâneos. Com isso, ele é considerado desertor. Ora, quase todos os homens partiram para lutar na guerra, notadamente ao lado das forças confederadas. A solução é treinar as mulheres para que elas possam se defender quando os ataques começarem.

## Elenco
| Ator/Atriz     | Personagem    |
| -------------- | ------------- |
| Audie Murphy   | Frank Hewitt  |
| Kathryn Grant  | Anna Martin   |
| Hope Emerson   | Hannah Lacey  |
| Jeff Donnell   | Mary Wheller  |
| Jeanette Nolan | Cora Melavan  |
| Sean McClory   | Emmett Kettle |
| Ernestine Wade | Hetty         |
| Peggy Maley    | Lucy Conove   |
| Ray Teal       | Salt Pork     |
| Nestor Paiva   | Tortilla      |